# TV Chile
TV Chile (Télévision Chili), est une chaîne de télévision publique chilienne. Déclinaison internationale de TVN, elle est exploitée par la Televisión Nacional de Chile et distribuée par la Fox Latin American Channels.

## Transmission
Amérique du Nord
- Canada: Vidéotron, Rogers Cable
- États-Unis: Adelphia, Cable One, Cablevision, Charter, Comcast, Cox Communications, NCTC, RCN, DirecTV, Dish Network, Verizon FiOS TV

Europe
- Allemagne: KabelBW, Wilhelm
- Danemark: VIASAT
- Espagne: ONO, Imagenio
- Finlande: VIASAT
- France
- Italie
- Norvège: VIASAT
- Portugal
- Suède: Comhem, UPC, VIASAT

Océanie
- Australie: Selec TV
- Nouvelle-Zélande

Amérique Latine
- Argentine
- Bolivie
- Brésil
- Colombie
- Costa Rica
- République dominicaine
- Équateur
- Salvador
- Guatemala
- Honduras
- Mexique
- Panama
- Paraguay
- Pérou
- Porto Rico
- Uruguay
- Venezuela

Internet
- JumpTV